# Mariano Rojas Gil
Mariano Rojas Gil (Cieza, 12 de juny del 1973 - Múrcia, 23 de juny del 1996) va ser un ciclista espanyol, professional del 1994 al 1996.
Va morir degut a les conseqüències d'un accident de trànsit que va patir, quan estava considerat una de les grans promeses del ciclisme espanyol.
El seu germà José Joaquín també s'ha dedicat al ciclisme professionalment